# Seiichi Sakiya
Seiichi Sakiya (jap. 崎谷 誠一, Sakiya Seiichi; * 1. Dezember 1950 auf Ninoshima in Hiroshima, Präfektur Hiroshima) ist ein ehemaliger japanischer Fußballspieler.

## Nationalmannschaft
1971 debütierte Sakiya für die japanische Fußballnationalmannschaft. Sakiya bestritt drei Länderspiele, bei denen er kein Tor erzielte.

## Persönliche Auszeichnungen
- Japan Soccer League Fighting Spirit Award: 1969